# Zygmunt Augustowski

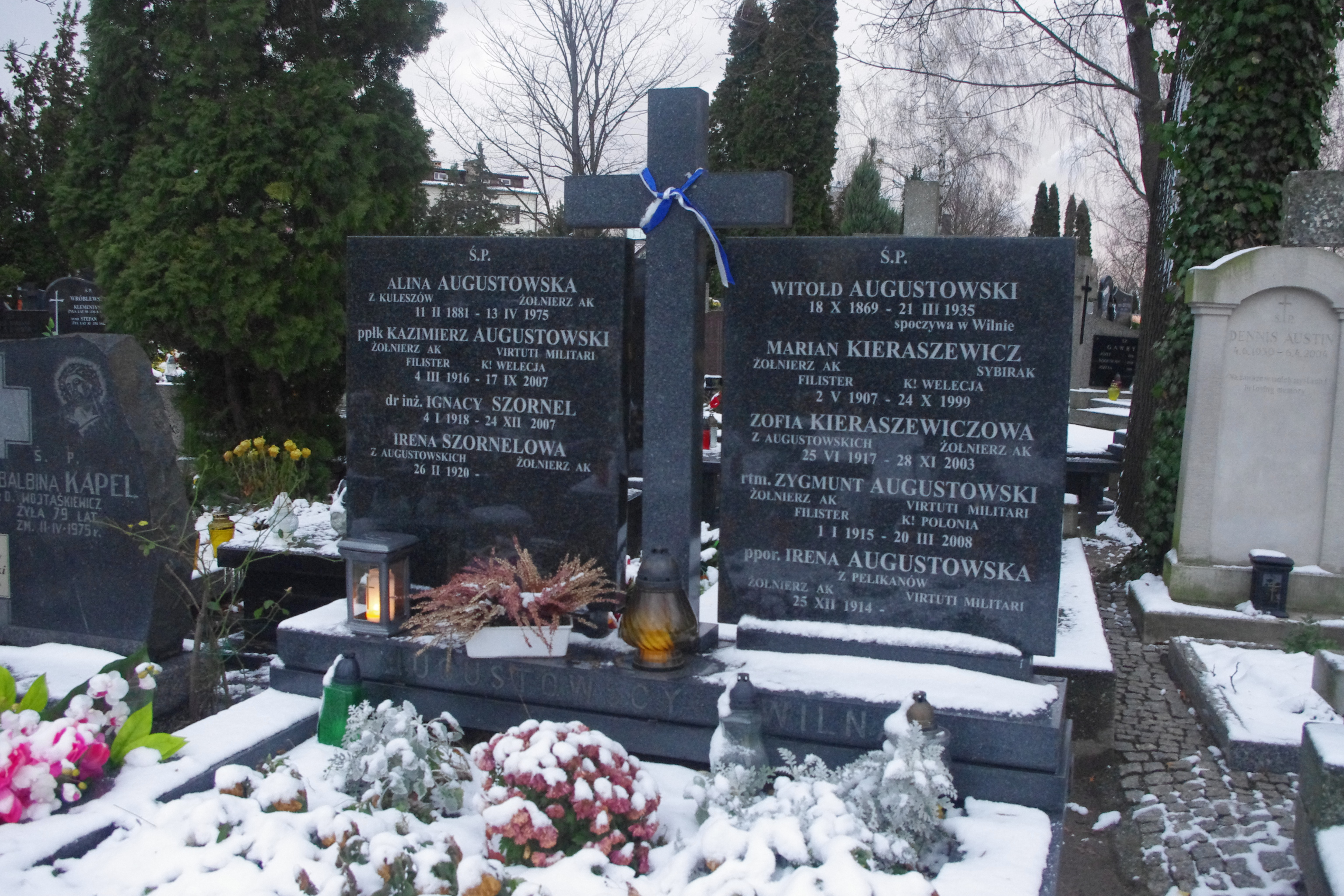
Grób braci Kazimierza i Zygmunta Augustowskich na Cmentarzu Wilanowskim w Warszawie

Zygmunt Augustowski (ps. „Ślepowron”, „Lanca”, „Hubert”; ur. 1 stycznia 1915 w Wilnie, zm. 20 marca 2008 w Warszawie) – polski działacz podziemia niepodległościowego w czasie II wojny światowej i podziemia antykomunistycznego, dowódca Ośrodka Dywersyjnego „Tumonty” V Odcinka „Wachlarz”, działacz Korporacji Akademickiej Konwent Polonia. Brat Kazimierza Augustowskiego.

## Życie i działalność
Jako żołnierz WP, brał udział w polskiej wojnie obronnej 1939, następnie podjął próbę przedostania się na Zachód, zakończoną aresztowaniem przez Niemców i internowaniem na Pomorzu Zachodnim do czerwca 1940. We wrześniu 1940 przystąpił do Związku Walki Zbrojnej. Od 1942 działał w „Wachlarzu”. Od początku 1943 był dowódcą ośrodka dywersji „Tyrmonty” – Komendy Okręgu Wilno AK, a od stycznia 1944 r. już w stopniu rotmistrza, był dowódcą „Kedywu” miasta Wilna, uczestnicząc następnie między innymi w operacji Ostra Brama.
Członek organizacji konspiracyjnej „NIE”, dowodząc w ramach jej struktur oddziałem specjalnym, z którym przeszedł na tereny Wybrzeża. W kwietniu 1945 został po raz pierwszy aresztowany przez władze komunistyczne w Sopocie. Odbity po trzech miesiącach, organizował grupę wywiadowczą na polecenie Komendy Głównej WiN. Ponownie aresztowany w 1948, został skazany na 10 lat więzienia. Wyrok odbywał między innymi w warszawskim areszcie przy ul. Rakowieckiej. Zwolniony w 1956. Pracował jako radca prawny diecezji poznańskiej, był nestorem Korporacji Akademickiej Konwent Polonia.

## Współpraca ze Służbą Bezpieczeństwa PRL
Od 1956 do marca 1990 długoletni tajny współpracownik organów bezpieczeństwa Polski Ludowej. Brał udział w wielu operacjach Służby Bezpieczeństwa wymierzonych przeciwko środowiskom kombatanckim byłej Armii Krajowej oraz przedstawicielom politycznym uchodźstwa polskiego na obczyźnie, a także wobec środowisk duchowieństwa katolickiego.
Pochowany na cmentarzu wilanowskim w Warszawie.

## Życie prywatne
Był mężem ppor. Ireny Augustowskiej ps. „Ewa”.

## Wybrane odznaczenia
- Krzyż Srebrny Orderu Virtuti Militari nr 12327[8]
- Krzyż Walecznych (trzykrotnie)
- Order Odrodzenia Polski III kl. (2007)[9]